# Локхарт-Ривер
Локхарт-Ривер (англ. Lockhart River) — невелике містечко на півночі штату Квінсленд.

## Географія
Селище розташоване на східному узбережжі півострова Кейп-Йорк у його центральній частині.

### Клімат
Містечко знаходиться у зоні, котра характеризується кліматом тропічних саван. Найтепліший місяць — січень із середньою температурою 27.2 °C (81 °F). Найхолодніший місяць — липень, із середньою температурою 22.8 °С (73 °F).
| Клімат Локхарт-Ривера   | Клімат Локхарт-Ривера | Клімат Локхарт-Ривера | Клімат Локхарт-Ривера | Клімат Локхарт-Ривера | Клімат Локхарт-Ривера | Клімат Локхарт-Ривера | Клімат Локхарт-Ривера | Клімат Локхарт-Ривера | Клімат Локхарт-Ривера | Клімат Локхарт-Ривера | Клімат Локхарт-Ривера | Клімат Локхарт-Ривера | Клімат Локхарт-Ривера |
| Показник                | Січ.                  | Лют.                  | Бер.                  | Квіт.                 | Трав.                 | Черв.                 | Лип.                  | Серп.                 | Вер.                  | Жовт.                 | Лист.                 | Груд.                 | Рік                   |
| Абсолютний максимум, °C | 37,7                  | 37                    | 36                    | 34,2                  | 33,6                  | 30,5                  | 31,9                  | 30,9                  | 34,7                  | 36,6                  | 40,2                  | 38                    | 40,2                  |
| Середній максимум, °C   | 31,5                  | 31,3                  | 30,6                  | 29,8                  | 28,6                  | 27,5                  | 27                    | 27,6                  | 28,7                  | 30,2                  | 31,8                  | 32,2                  | 29,7                  |
| Середня температура, °C | 27                    | 27                    | 27                    | 26                    | 25                    | 23                    | 23                    | 23                    | 24                    | 25                    | 27                    | 27                    | 25                    |
| Середній мінімум, °C    | 23,6                  | 23,5                  | 23,4                  | 22,7                  | 22,2                  | 19,8                  | 19,2                  | 19,4                  | 19,8                  | 20,9                  | 22,8                  | 23,5                  | 21,8                  |
| Абсолютний мінімум, °C  | 19                    | 19,5                  | 18,2                  | 15,4                  | 13,3                  | 10,6                  | 3,3                   | 10,4                  | 10,6                  | 5                     | 7,2                   | 18,1                  | 3,3                   |
| Норма опадів, мм        | 380                   | 390                   | 430                   | 300                   | 110                   | 60                    | 40                    | 30                    | 10                    | 10                    | 50                    | 220                   | 2080                  |
| Днів з дощем            | 20,6                  | 20,8                  | 21,7                  | 18,3                  | 17,5                  | 13,7                  | 12,8                  | 10,5                  | 6,8                   | 5,8                   | 7,8                   | 13,2                  | 169,6                 |
| ----------------------- | --------------------- | --------------------- | --------------------- | --------------------- | --------------------- | --------------------- | --------------------- | --------------------- | --------------------- | --------------------- | --------------------- | --------------------- | --------------------- |
| Джерело: Weatherbase    |                       |                       |                       |                       |                       |                       |                       |                       |                       |                       |                       |                       |                       |